# 邓洪波
邓洪波（1965年7月—），男，生于四川，祖籍湖北，中华人民共和国外交官，现任中华人民共和国驻德国大使。

## 生平
毕业于北京外国语学院。1987年，进入中华人民共和国外交部工作，先后在外交部条约法律司、外交部礼宾司、驻越南大使馆、外交部北美大洋洲司、驻美国大使馆任职。2001年，任驻美国大使馆参赞。2005年，任外交部北美大洋洲司参赞。2007年，升任外交部北美大洋洲司副司长。2009年5月，出任中华人民共和国驻肯尼亚大使。2010年10月，任驻美国大使馆公使、大使馆副馆长。2014年8月，自驻美国大使馆公使离任。2018年11月，任中央外事工作委员会办公室副主任。2024年9月，出任中华人民共和国驻德国大使。

## 家庭
已婚，妻子史玲。